# آندری سیپیتکوفسکی
آندری سیپیتکوفسکی (لهستانی: Andrzej Sypytkowski؛ زادهٔ ۱۴ اکتبر ۱۹۶۳) دوچرخه‌سوار اهل لهستان بود.